# Zehner (Fanesgruppe)
Der Zehner (ladinisch Sas dales Diesc, italienisch Sasso delle Dieci) ist ein 3026 m hoher Hausberg von Wengen. Sein Name kommt daher, dass er – wie auch sein Nachbarberg Neuner – von Wengen eine Abschätzung der Tageszeit über den Sonnenstand erleichtert. Von dort aus gesehen steht die Sonne um zehn Uhr etwa über dem Gipfel. Der Zehner bildet einen Teil des Gebirgskamms zwischen dem Wengental und der Fanes-Hochfläche. Er liegt auf dem Gebiet des Naturparks Fanes-Sennes-Prags. 1887 gelang seine Erstbesteigung. 

## Neuner und Zehner

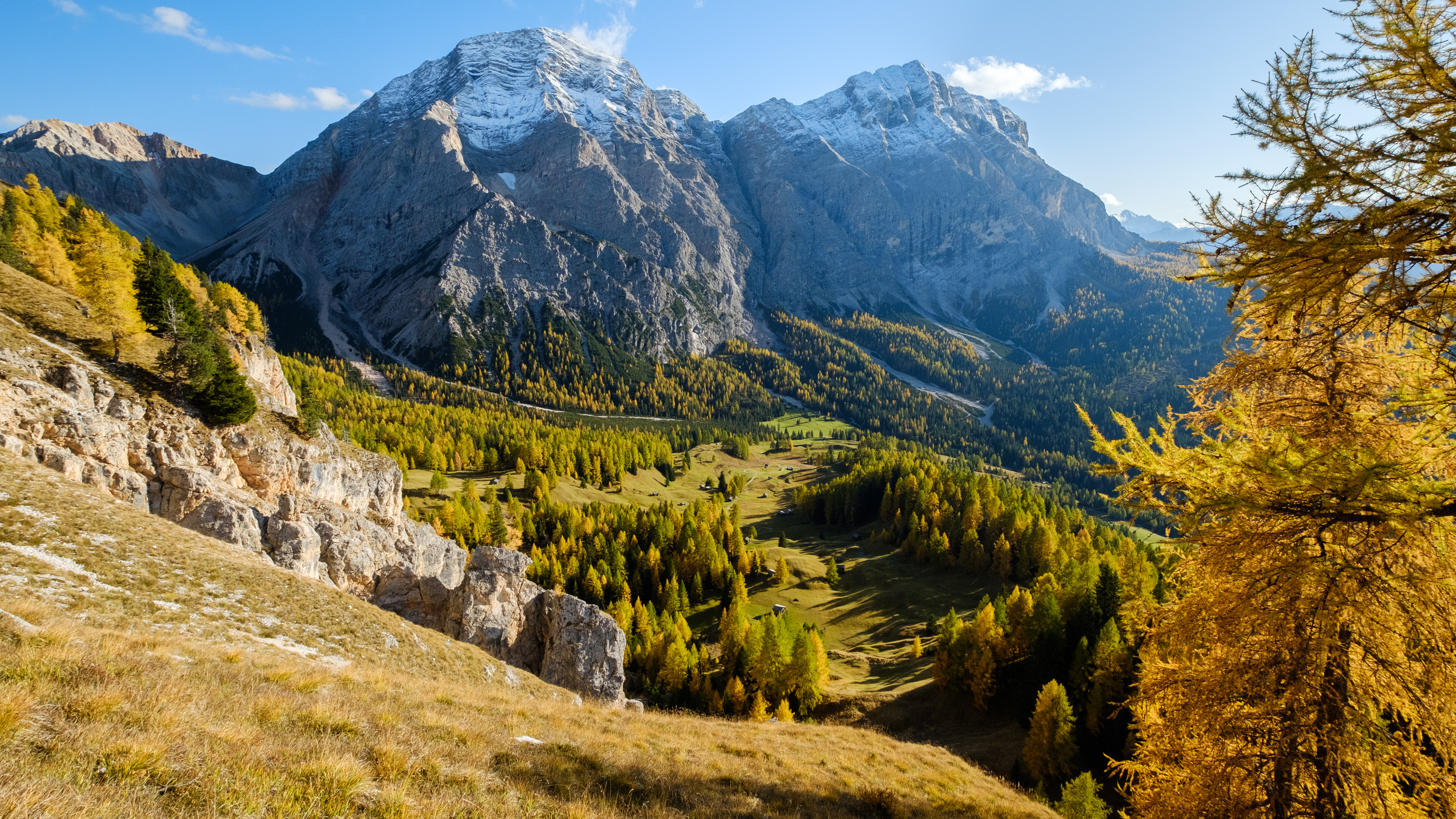
Neuner (links) und Zehner (rechts) beim Aufstieg zum Paresberg
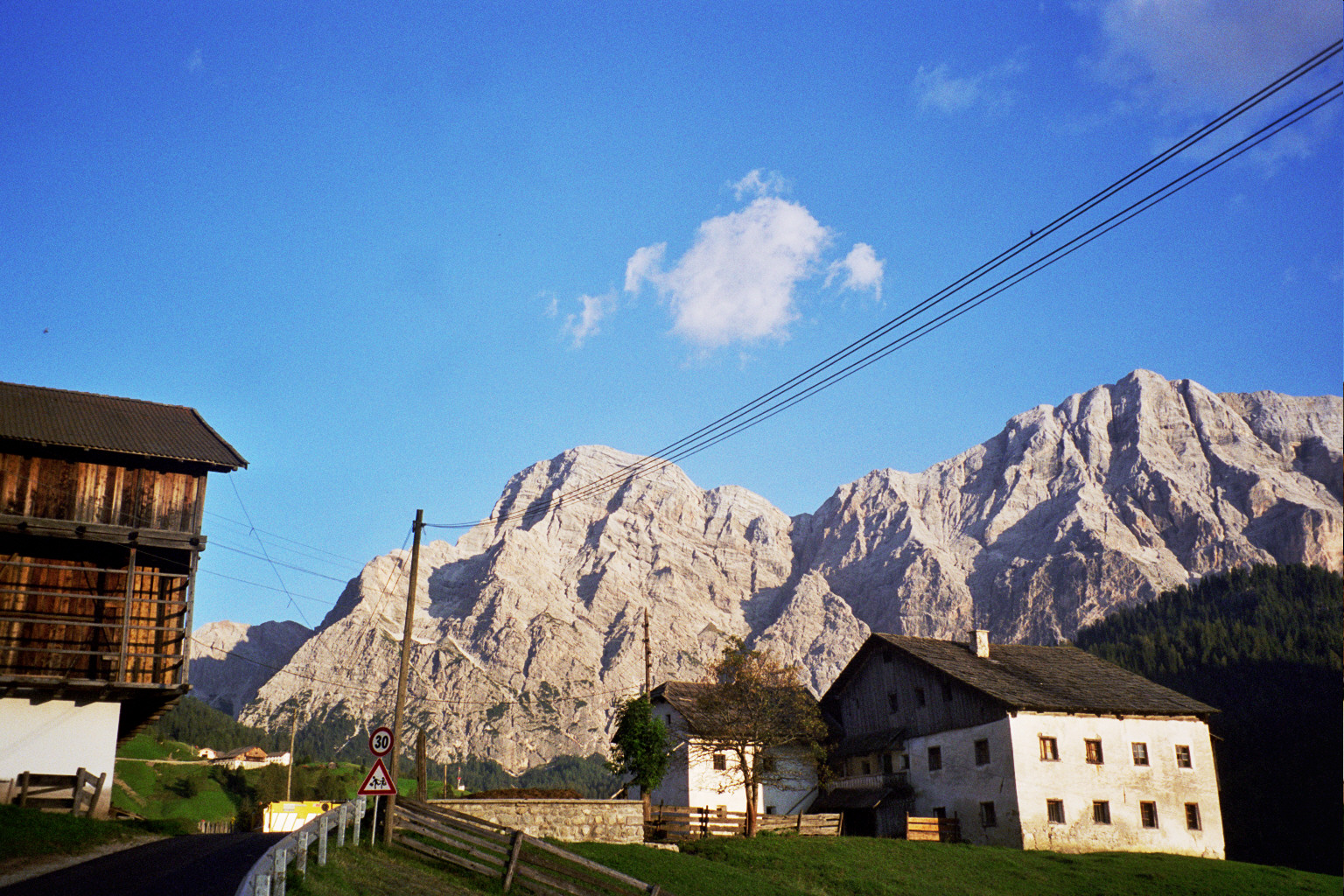
Neuner links und Zehner rechts – Miribun(g)
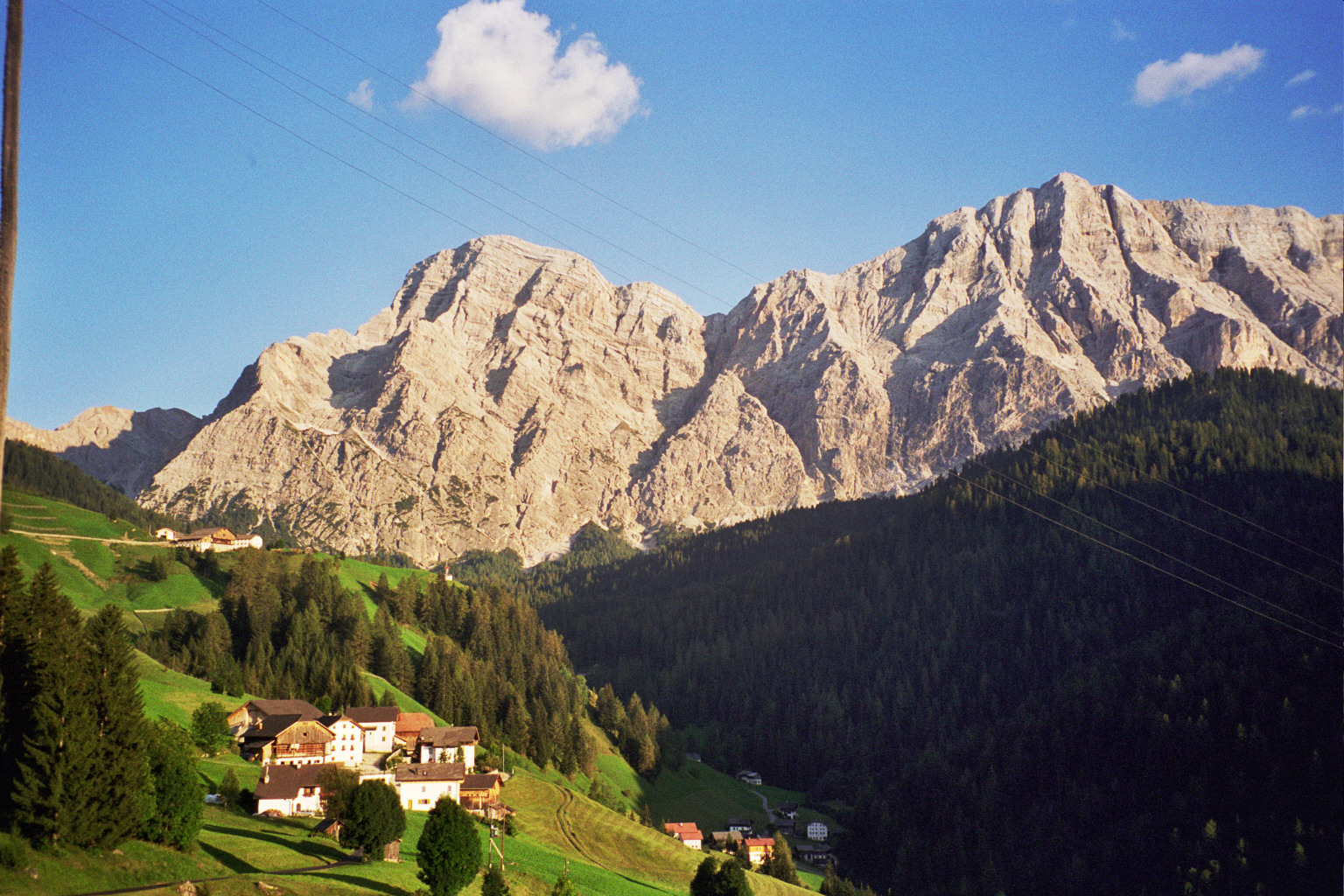
Frenes und Cô(l)z
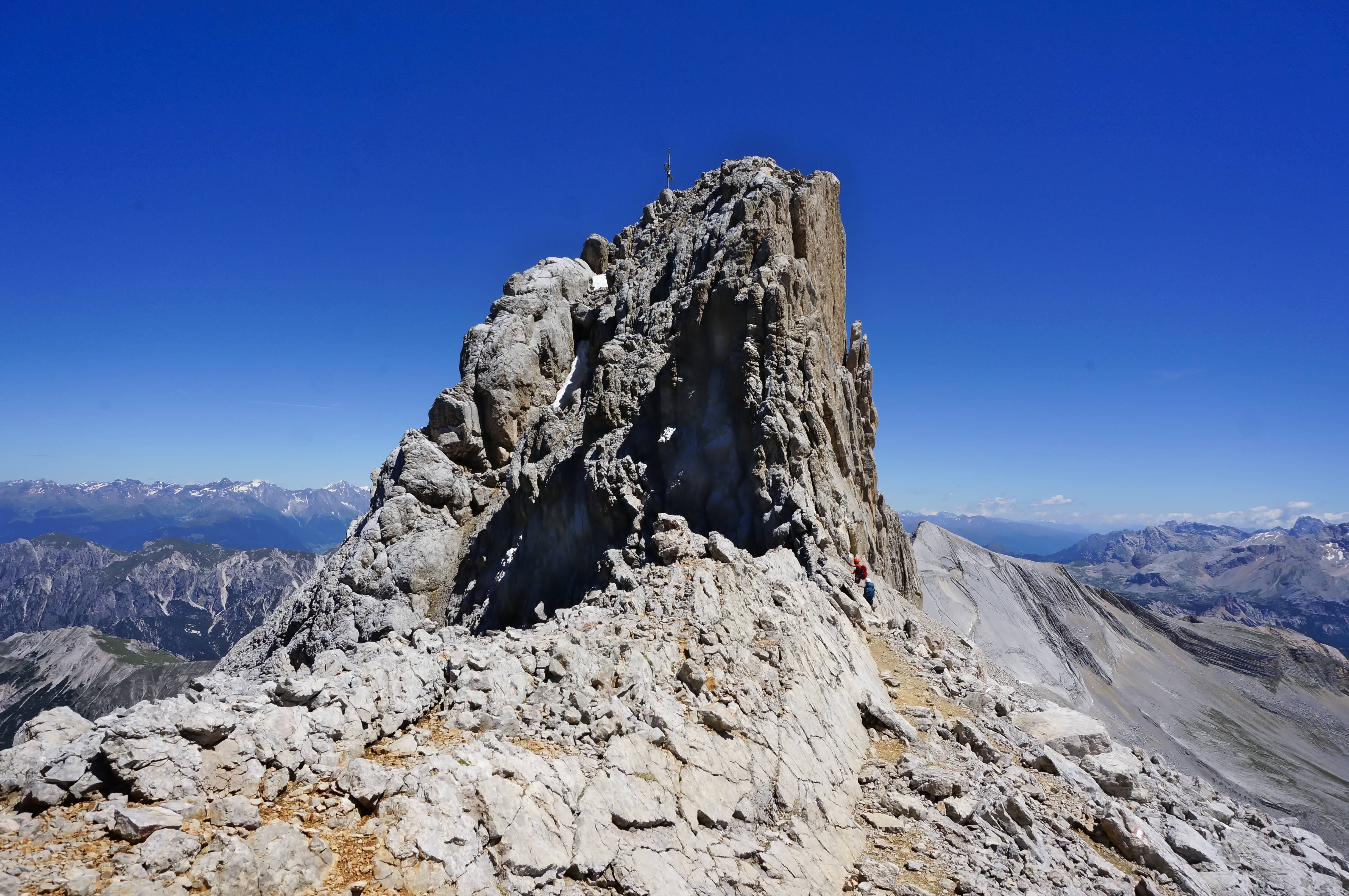
Gipfelaufbau mit kurzem Klettersteig
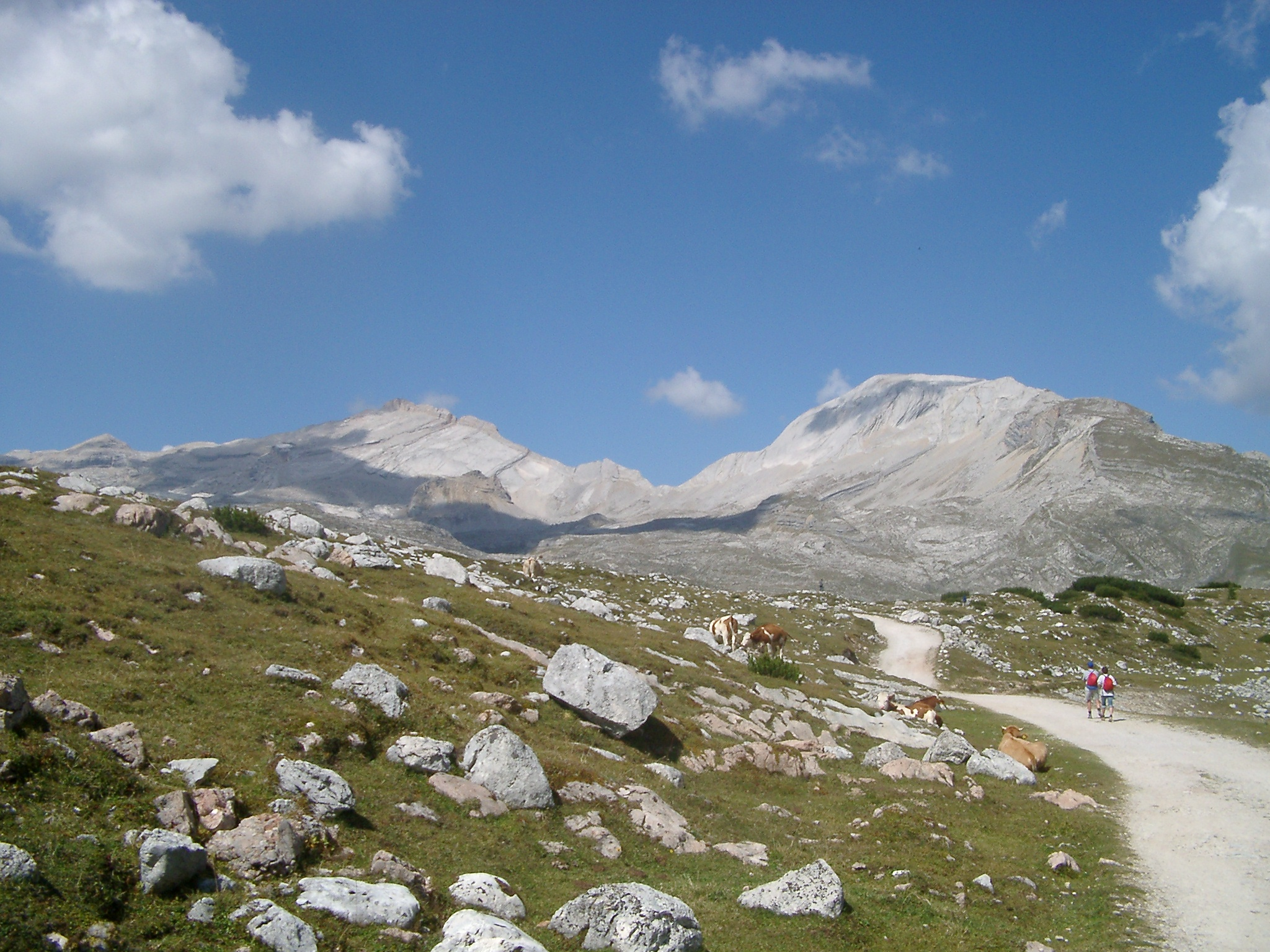
Zehner und Neuner von der Fanes (von Osten)